# Jeremias Gmelin

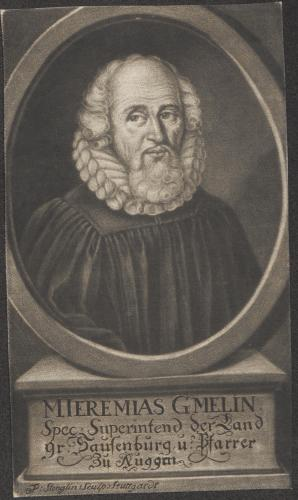
M.Ieremias Gmelin

Jeremias Gmelin (* 18. Januar 1613 in Bebenhausen; † 6. März 1698 in Auggen) war ein deutscher lutherischer Geistlicher.

## Leben
Die weit verzweigte Familie Gmelin führt sich auf den 1576 in Weilheim an der Teck gestorbenen Lehrer Michael Gmelin zurück. Jeremias Gmelin war der Begründer der oberbadischen Linie. Sowohl sein Großvater wie auch sein Vater, der Klosterpräzeptor Wilhelm Gmelin, gehörten dem geistlichen Stand an.
Jeremias Gmelin heiratete in erster Ehe 1636 Catharine Föckler, die Tochter eines Pfarrers in Ötlingen und Witwe eines Pfarrers in Schopfheim. Aus der Ehe gingen 11 Kinder hervor. In zweiter Ehe war er 1659 mit Rosine Barbara Lutz verheiratet, Tochter eines Lehrers und Witwe eines Lehrers in Rötteln. Mit dieser hatte er 12 Kinder. Insgesamt 13 seiner Kinder überlebten das Kindbett und er erlebte noch 52 Enkel und 19 Urenkel.
Jeremias Gmelin wurde 1631 Magister und legte schon im Folgejahr sein theologisches Examen ab. Seit 1634 war er als Pfarrer tätig. Von Rotenfels im Murgtal musste er in den Wirren des Dreißigjährigen Krieges zunächst nach Straßburg flüchten, bis ihm 1635 die Pfarrei in Wieslet übertragen wurde. 1639 bis 1651 war er in Haltingen eingesetzt, von wo aus er sich zusätzlich als Garnisonsprediger betätigte, zuerst in Kleinhüningen bei den weimarischen Truppen und dann in Groß-Hüningen bei den französischen Besatzern. 1651 wurde er nach Auggen versetzt, wo er bis an sein Lebensende blieb. Daneben wurde ihm 1672 das Spezialat, also die kirchliche Verwaltung als Superintendent (Dekan) in der Landgrafschaft Sausenberg übertragen.
Jeremias Gmelin hat seine Erlebnisse selbst niedergeschrieben. Den Ort Auggen fand er vom Krieg verwüstet und mit einer verminderten Einwohnerzahl vor. Er beschäftigte sich intensiv mit dem Wiederaufbau seiner Gemeinde und ihrer Filialen, was durch den Ausbruch der Pest 1667 behindert wurde, und mehrfach neu begonnen werden musste, nachdem er im Holländischen Krieg und noch einmal im Pfälzischen Erbfolgekrieg sogar gezwungenermaßen mit Frau und Kindern nach Basel hatte flüchten müssen. Er war bis ins hohe Alter tätig und musste sich erst in seinem letzten Lebensjahr von einem seiner Enkel helfen lassen, möglicherweise der Jeremias Gmelin (1673–1753), der als Pfarrer in Badenweiler von einem Schürfrecht in der Grube „Prophet Jeremias“ Gebrauch machte.
Die Grabtafeln von Jeremias Gmelin und seiner Frau Catharine finden sich an der Nordwand der Friedhofskapelle St. Pankratius in Auggen. In Auggen ist nach ihm die Jeremias-Gmelin-Straße benannt.

## Werke
- Memorial- und Denkbüchlein
- Christliches Handbüchlein (Basel 1665)
- Geistliches Kleinod (Basel 1673)